# Лазарев, Игорь Николаевич
Игорь Николаевич Лазарев (6 декабря 1937 — 23 мая 1997) — советский и российский государственный деятель, Министр финансов РСФСР в 1990—1991 годах.

## Биография
Родился 6 декабря 1937 года в Москве.

### Образование
Окончил Московский финансовый институт (ныне Финансовый университет при Правительстве Российской Федерации (1961 год) и Академию народного хозяйства СССР (ныне Российская академия народного хозяйства и государственной службы при Президенте Российской Федерации) (1980 год). кандидат экономических наук, в 1978 году защитил диссертацию по теме «Проблема финансирования и стимулирования научно-технического прогресса в промышленности».

### Деятельность
В 1961—1970 годах работал экономистом, старшим инспектором, экспертом и начальником отдела Управления финансирования оборонных отраслей промышленности Министерства финансов СССР. В 1970—1978 годах — заместитель начальника Управления финансирования промышленности Минфина СССР. В 1980—1988 годах — заместитель министра финансов РСФСР. В 1988—1990 годах — первый заместитель министра финансов РСФСР.
С 28 декабря 1990 года по 10 июля 1991 года был министром финансов РСФСР. С 11 по 25 июля 1991 года исполнял обязанности министра. 25 июля 1991 года вновь стал министром финансов и покинул эту должность 11 ноября 1991 года.
C 19 июля по 6 ноября 1991 года — член Государственного совета при Президенте РСФСР (по должности министра).
С 21 ноября 1991 года по 5 февраля 1993 года Лазарев работал руководителем налоговой службы России.
В 1993—1997 годах Игорь Лазарев был президентом Общероссийского фонда социальных гарантий военнослужащим «Гарантия» при Правительстве Российской Федерации. С 1995 по 1997 годы работал аудитором Счетной палаты РФ.
Был награжден орденом «Знак Почета».
Умер 23 мая 1997 года в Москве. Похоронен на Троекуровском кладбище.